# Handleyomys melanotis
Handleyomys melanotis es una especie de roedor de la familia Cricetidae.

## Distribución geográfica
Se encuentra en los bosques de tierras bajas costeras en el oeste de México.  